# Semiothisa pernicata
Semiothisa pernicata là một loài bướm đêm trong họ Geometridae.